# Kiah karrawilya
Kiah karrawilya är en insektsart som beskrevs av Otte, D. och R.D. Alexander 1983. Kiah karrawilya ingår i släktet Kiah och familjen Mogoplistidae. Inga underarter finns listade i Catalogue of Life.